# Зелёный салат
Зелёный салат — салат из свежих листовых овощей (салатных овощей, щавеля и шпината) в различных заправках (винегретной, майонезе или сливках). Ещё в начале XX века состав зелёного салата ограничивался латуком и растительным маслом, ныне в классическом зелёном салате могут присутствовать ароматические огородные травы и сырые овощи и фрукты обычно зелёного цвета. Зелёные салаты встречаются во многих кухнях мира, в европейских кухнях выбор основного продукта зелёного салата часто определяет национальный колорит. В европейском столовом этикете ранее существовало жёсткое правило, предписывавшее есть салат из листовых овощей только вилкой, без ножа. Пользоваться только вилкой по-прежнему считается наиболее элегантной манерой поедания зелёного салата, но современными нормами разрешается помогать ножом сгибать крупные листья салата компактнее перед отправкой в рот.
В русской гастрономии салатные культуры подразделяют на пресные (огородный салат), горькие (эндивий, эскариоль) и пряные (кресс-салат). Наибольшее распространение получили огородные салаты: листовой, кочанный и ромэн, их принято подкислять лимонной кислотой, лимонным соком или уксусом. Горьковатые цикорные салаты обычно комбинируют с другими овощами (огурцами, помидорами, редисом). В щавелевые салаты добавляют нарезанные соломкой яблоки, тёртую морковь и зелёный лук и заправляют сметанным соусом или майонезом. В похожий по ингредиентам шпинатный салат иногда добавляют шинкованный сладкий перец.